# Sasha (álbum de 1992)
Sasha es el título del cuarto álbum de larga duración (y quinto en su carrera en solitario) de la cantante mexicana Sasha Sokol lanzado al mercado el 22 de noviembre de 1992. Bajo los sellos discográficos Sony Latin y Columbia Records
Este álbum también es conocido como Amor sin tiempo debido al primer sencillo en promocionar la artista.
El álbum, tras una promoción mediana en México y Latinoamérica, no logró destacar como los anteriores. Pero, aun así, logró disco de oro en México.

## Lista de canciones
| Sasha (Amor sin tiempo) |                                   |                                                                    |          |  |
| N.º                     | Título                            | Escritor(es)                                                       | Duración |  |
| 1.                      | «Número uno»                      | Fernando Riba                                                      | 3:31     |  |
| 2.                      | «Piensame sola (Senza una donna)» | Frank Musker · Zucchero Adapt: al español: Sasha Sokol             | 4:18     |  |
| 3.                      | «Pica y repica»                   | Cecilia Engerhart · Papo Geli                                      | 4:13     |  |
| 4.                      | «Amor sin tiempo»                 | Fernando Riba · Kiko Campos                                        | 4:09     |  |
| 5.                      | «No te vale»                      | Fernando Riba · Kiko Campos                                        | 4:35     |  |
| 6.                      | «Todo o nada»                     | Michael Sullivan · Paulo Massadas Adapt: al español: Fernando Riba | 3:33     |  |
| 7.                      | «Pulso»                           | Fernando Riba · Kiko Campos                                        | 3:34     |  |
| 8.                      | «Me ganaste bien»                 | Fernando Riba · Kiko Campos                                        | 4:15     |  |
| 9.                      | «Dímelo»                          | Ilan Chester                                                       | 3:50     |  |
| 10.                     | «No pagaré»                       | Fernando Riba · Kiko Campos                                        | 4:27     |  |